# Brugmansia sanguinea
Brugmansia sanguinea  (лат.) — вид двудольных растений семейства Паслёновые (Solanaceae). Под текущим таксономическим названием был описан британским ботаником Дэвидом Доном в 1834 году.

## Распространение, описание
Родина растения — Перу. Естественный ареал охватывал также Боливию, Колумбию, Эквадор и Чили.
Небольшое дерево высотой 1,2—4,8 м. Листья блестяще-зелёные, яйцевидные. Цветки поникшие, оранжево-красные, без запаха. В культуре легко выращивается из семян. Цветёт при температуре выше 25 °C. Ядовито для млекопитающих.

## Значение
Сохранилось исключительно в культуре. Выращивается как декоративное растение. Источник скополамина, используемого в медицине. Имеются данные об использовании растения в нетрадиционной медицине местными целителями.

## Замечания по охране
С 2014 года Международным союзом охраны природы вид считается вымершим в дикой природе (статус «EW»).
Из-за токсичности растения и уменьшения числа представителей народной медицины, способных использовать его безопасно для здоровья лечащихся, нередко проводится ликвидация участков даже с культивируемыми Brugmansia sanguinea.

## Синонимы
Синонимичные названия:
- Brugmansia aurea Harrison nom. inval.
- Brugmansia bicolor Pers. nom. inval
- Brugmansia chlorantha auct.
- Brugmansia lutea auct.
- Datura rosei Saff.
- Datura rubra Pépin
- Datura sanguinea Ruiz & Pav.basionym
- Datura sanguinea var. flava Dunal
- Elisia mutabilis Milano

Подвид — Brugmansia sanguinea subsp. vulcanicola (A.S. Barclay) Govaerts.